# Plantes adaptògenes
Les plantes adaptògenes són substàncies naturals que segons la Teoria Sistemàtica només es troben en algunes plantes estranyes. Aquestes proporcionen nutrients especials que ajuden al cos a aconseguir un rendiment òptim mental, físic i de treball. Segons la Teoria un adaptogen és qualsevol substància capaç d'incrementar el triangle de la salut compost per l'energia, la intel·ligència biològica i l'organització (funció i estructura) de qualsevol sistema biofísic; i en particular del cos humà. Per definició, un adaptogen no causa efectes secundaris, ha de tenir un efecte modulador, no pot causar addicció i ha de transferir les seves propietats de supervivència a qui l'ingereix. D'acord amb aquesta definició un adaptògen comunica entropia negativa al sistema viu al transferir-li informació de supervivència al sistema global. La diferència entre una planta adaptògena i una planta medicinal és que en primer lloc l'adaptogen no causa cap efecte secundari. La diferència amb un nutraceutic és que la seva aportació terapèutica va més enllà de l'aportació de substrats bioquímics indispensables per la vida en aportar també informació vital de supervivència humana. Perquè alguna classe de planta o herba natural sigui considerada com adaptògen ha de tenir la característica especial de poder treballar en dues direccions oposades segons li sigui necessari al cos.

## Història
En els anys de 1947 fins a 1991, durant l'època de l'anomenada "guerra freda". Entre els Estats Units i la Unió Soviètica existia un ambient molt hostil i competitiu. Les dues nacions competien en tots els nivells per aconseguir aliats amb les seves respectives ideologies. En aquella època els russos tractaven de demostrar a la resta del món que les seves tecnologies, poder militar, capacitats físiques i esportives eren les millors. Ambdues nacions competien en una carrera de llançaments espacials i tecnologia nuclear. El científic rus Dr. Nicolai Lazarev, que va inventar el nom "adaptògen", descobrí les plantes adaptògenes en 1947. Plantes adaptògenes més utilitzades De les 3700 espècies estudiades a l'antiga URSS només 11 d'elles van ser considerades "adaptògens". Plantes adaptògenes tradicionals:
- Ginseng (Panax gingseng CA Mey.)
- Eleutherocok gingseng (Eleutherococcus senticosus màxim)
- El gingseng americà (Panax quinquefolius L.)
- Rhodiola rosea (Rhodiola rosea L.)
- Shizandra chinensis (Schisandra chinesis Baill.)
- Pupava Biebersteinova (Carlina Bierbersteinii Bernh. Horne ex.)
- Leueza cartamo (Rhaponticum carthamoides iljin)

A Europa les plantes adaptògenes ja s'utilitzaven fa molts anys a l'antiga Grècia, però només la Rhodiola que "tenia un lloc privilegiat en la medicina popular" sobretot en els pobles de muntanya, de fet la història de la Rhodiola a Europa es remunta molt temps enrere. Els seus orígens provenen d'una llegenda milenaria. Gràcies als textos de Discórdies sabem que els antics grecs utilitzaven la Rhodiola pel mal de cap. Aquest metge i botànic la menciona en la seva De matèria mèdica (77 dC) com Rhodia Roza (arrel de rosa). En la republica d'Altai on la seva abundància és excepcional es va venerar com "arrel d'or". Es diu que aquell qui parteix a la recerca de l'arrel d'or viurà dos segles de sort amb una salut de ferro.

## Plantes adaptògenes més utilitzades

### Ginseng

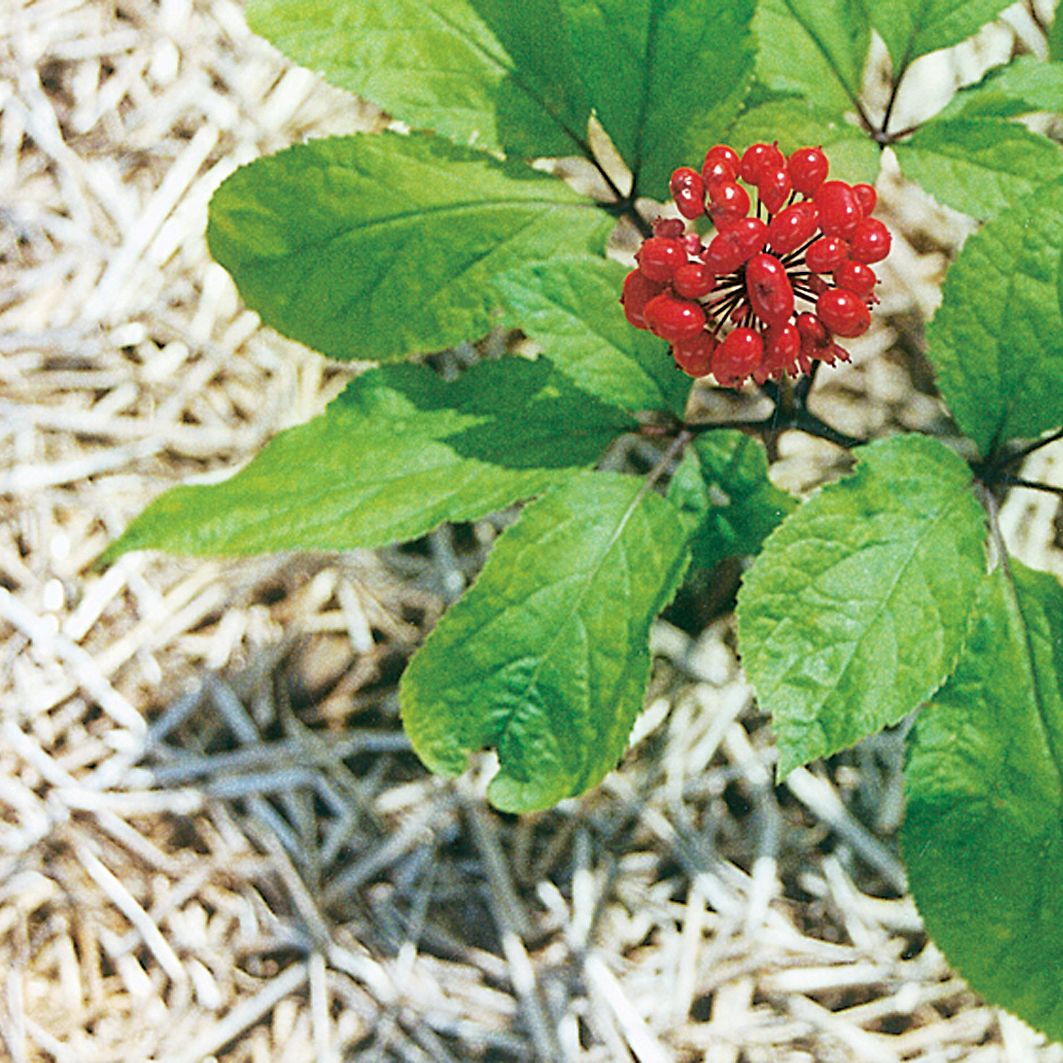
Ginseng

Hi ha 3 classes principals de ginsengs comercialitzats i qualsevol d'ells ofereix una gran varietat de beneficis en comú quan es prenen en les quantitats adequades. Les tres classes de Ginseng són Ginseng Americà, Ginseng Siberià, i el més conegut és el Ginseng Coreà. Com a plantes adaptógenas els ginsengs en general, ajuden a millorar la tolerància enfront de diferents aspectes de l'estrès sigui mental, físic, ambiental... Regulen la síntesi i secreció de les hormones suprarenals relacionades amb les reaccions produïdes per l'estrès. Augmenten la resistència física durant l'exercici a més de la seva capacitat adaptogenica. Diferents estudis demostren que el Ginseng augmenta els nivells en sang dels àcids grassos lliures, i ajuda a mantenir els nivells estables de glucosa en sang durant l'exercici. S'ha constatat que quan els esportistes l'incloeixen en els seus règims alimentaris, els seus nivells de glucogen hepàtic i muscular són substancialment majors. Això indica que el ginseng augmenta la resistència i el vigor en alternar l'elecció del cos per la font d'energia, que passa a ser els àcids grassos, és a dir la grassa, en lloc de la glucosa. Segons altres estudis, el ginseng millora el rendiment a l'estimular el cervell i el sistema arrenal/pituitáric per produir majors nivells d'hormones excitants, el que comporta una major activitat cerebral, millorar la capacitat psicomotora i augment de l'alerta mental, tot el qual condueix a la reducció de la percepció de la fatiga. Els estudis científics demostren també que el ginseng estimula activitat dels glòbuls blancs, és a dir les defenses, millorant la resistència davant a les infeccions.

### Rhodiola rosea

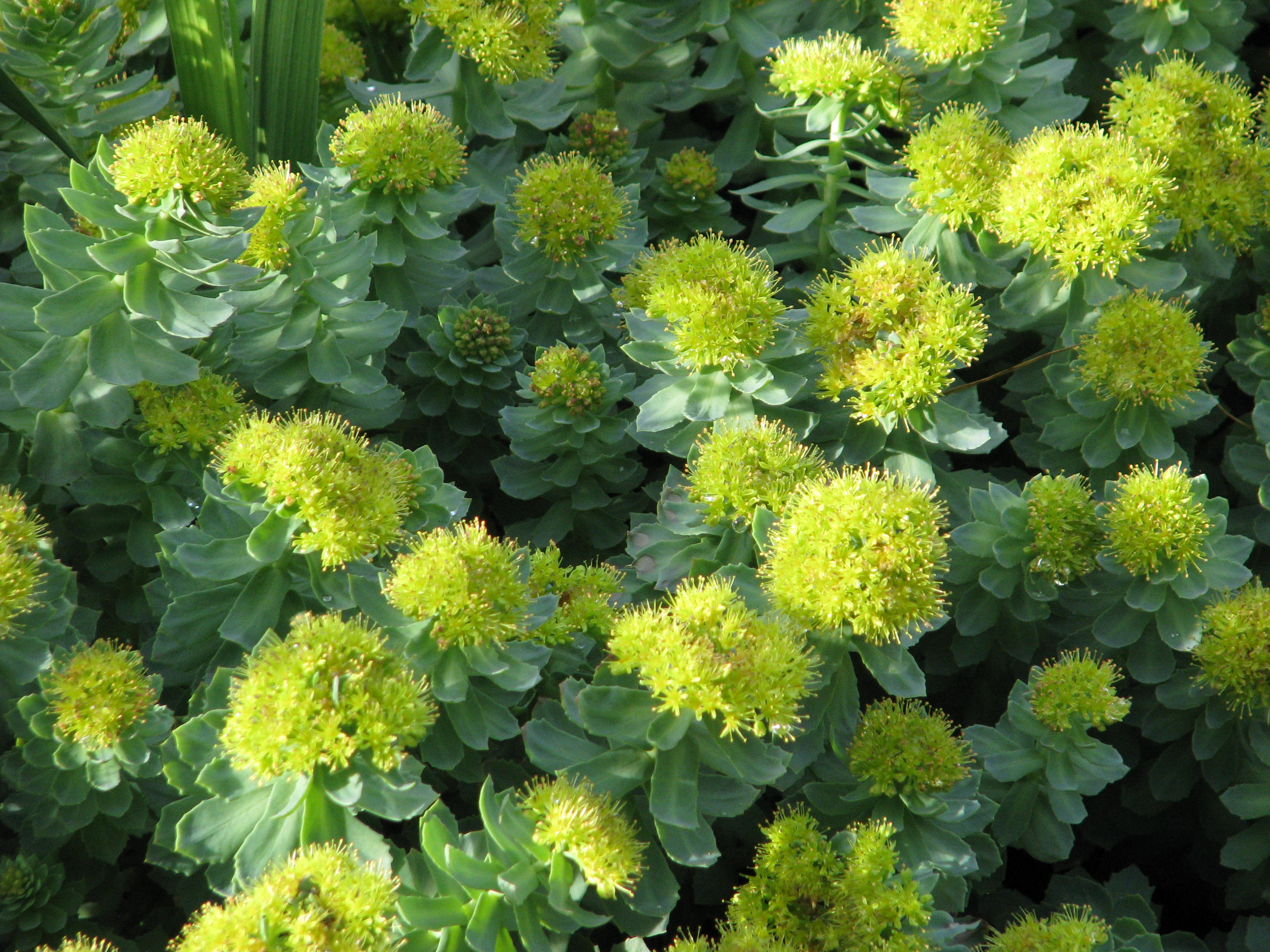
Rhodiola rosea

És una herba que durant molt de temps ha sigut considerada com una planta molt valuosa, ja que millora la capacitat del cos per tractar amb l'estrès mental. Pot ajudar a protegir el cervell dels trastorns mentals relacionats amb l'edat com l'Alzheimer y altres tipus de demència o reforçar el cervell. També s'utilitza com un tònic per millorar la resistència del cos i la seva força, el que és molt important quan s'inicia el procés d'envelliment. Aquesta planta també pot ajudar a alcohòlics a desintoxicar-se. La Rhodiola dificulta l'acumulació de la grassa.

### Ashwagandha

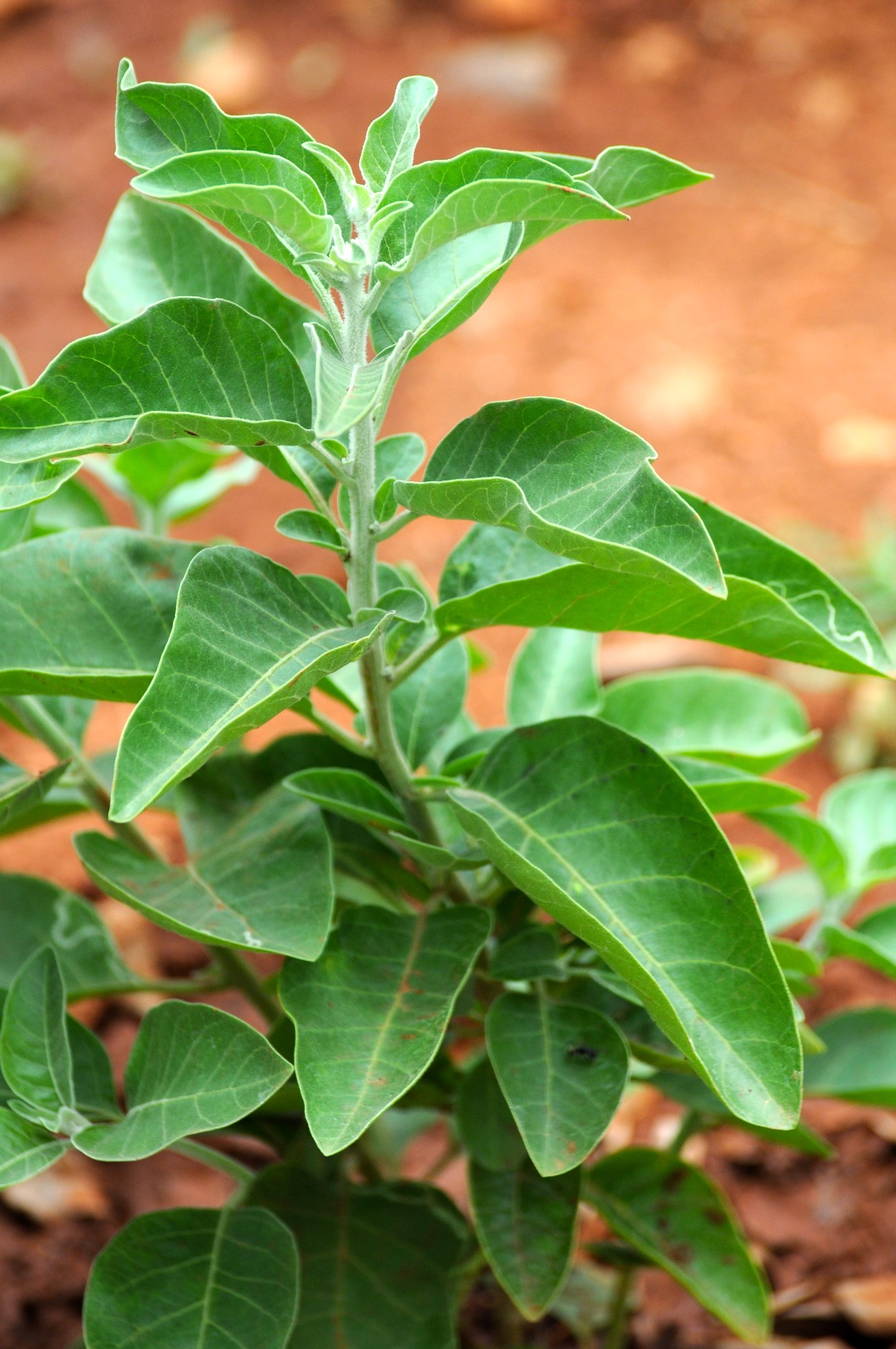
Ashawagandha

Ajuda a restaurar els neurotransmissors del cervell pel qual s'utilitza en cas de trastorn mental. L'ashwagandha també augmenta la capacitat del cos per mantenir l'homeòstasis i ajuda a fer que el cos construeixi la seva pròpia resistència a l'estrès. També pot utilitzar-se com estimulant per la salut del sistema immunitari i un possible combatent contra el càncer. Des de fa alguns anys, aquesta planta exòtica de l'Índia ha despertat l'interès en la comunitat científica. Coneguda també com a Whitania Somnífera, és una herba medicinal que el seu ús terapèutic es remunta a milers d'anys enrere, a l'antic sistema de medicina tradicional indi: l'ayurveda. La Ashwagandha era aplicada com una herba que el seu ús es creia que ajudava al cos a resistir estrès fisiològic i psicològic.

### Reishi

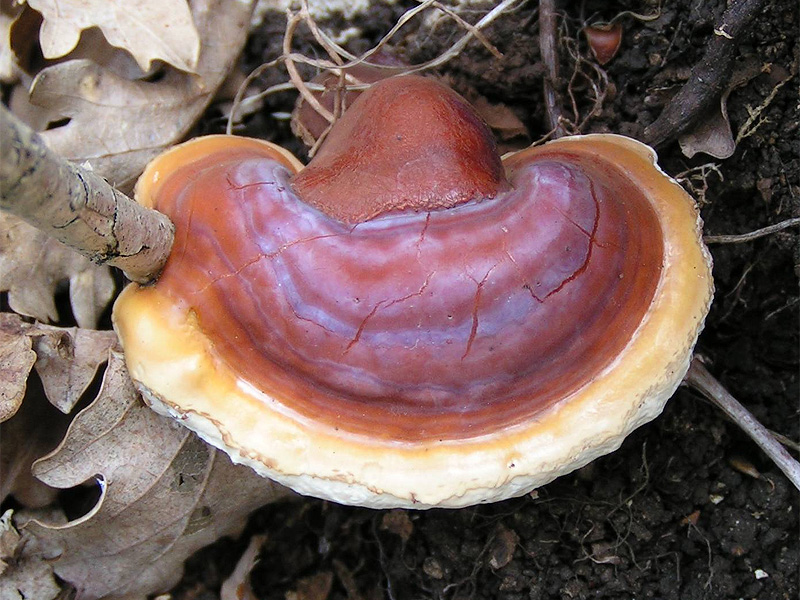
Reishi

Conegut com el fong de la immortalitat, aquesta família de fongs, coneguda com el "lingzhi" a la Xina, i com Reishi al Japó, ha sigut un medicament popular durant anys. Tradicionalment s'utilitza per tractar afeccions relacionades amb l'edat com la hipertensió, artritis, insomni, trastorns pulmonars. També és un inflamatori.
A més dels adaptogens "tradicionals", hi ha moltes altres plantes inofensives, però amb grans efectes positius a la salut. Però encara es necessiten més estudis clínics com per exemple el Goji, Azufaifo, Ginkgo etc.

## Propietats
Aconsegueixen que el cos pugui resistir situacions d'estrès que normalment afectarien el funcionament de forma negativa. Les plantes adaptògenes no es semblen en res a les substàncies estimulants com la cafeïna, el guaranà o l'efedrina. Les plantes adaptògenes són substàncies que ajuden al cos a aconseguir un balanç òptim de les energies internes. Augmenten l'estat de resistència inespecífica de l'organisme, promou un estat d'adaptació a situacions excepcionals i millora els dèficits de memòria i atenció. Es diu que les plantes adaptògenes són "bidireccionals" perquè treballen en ambdues direccions segons sigui la necessitat. Com dir que acceleren els sistemes del cos quan estan molt lents (per exemple el metabolisme) mentre desacceleren i tranquil·litzen els estats d'estres emocional que han demostrat ser productors d'obesitat. Poden regular la química interna del cos en la direcció que sigui necessària per aconseguir un equilibri. Augmenten la resistència del cos en qualsevol situació estressant (sobrepès, debilitat física, cansament, estrès emocional, etc.). Catalitzen les respostes en el cos per augmentar el rendiment físic i mental. També proporcionen resistència en situacions estressants a escala cel·lular. El seu efecte és el d'equilibrar i normalitzar els sistemes del cos portant-lo a una homeòstasis general de salut. No són tòxics pel cos humà i no produeixen efectes negatius o danyins. Se'n diu que els adaptogens són bidireccionals perquè són "intel·ligents", capaços de treballar en dues direccions oposades.

## Aplicacions
Són substàncies que ajuden al cos humà a adaptar-se a condicions d'estrès intern o extern, són ideals per emplenar-se en esports d'alt rendiment. Per exemple una substància natural adaptogena tendeix a baixar la pressió arterial si la persona pateix de pressió alta. Però aquest mateix també té l'efecte de pujar la pressió a qui té la pressió arterial baixa. És a dir, les plantes adaptògenes "adapten" el teu cos i contribueixen a obtenir un estat més equilibrat del funcionament cel·lular. Aquestes plantes poden utilitzar-se com a part d'un tractament pels següents casos:
- Estrès
- Exposició a factors estressants com altitud, exercici intensiu, etc.
- Malalties cròniques
- Debilitat
- Convalescència
- Quimioteràpia
- Radioteràpia
- Augmentar rendiment físic i mental
- Aquestes plantes amb múltiples habilitats nutritives i medicinals, ajuden a restaurar la salut, no tenen efectes secundaris i no són tòxiques, més concretament ajuden a:
- Augmentar la resistència del cos a l'estrès
- Intervenir en la resposta inflamatòria
- Retardar l'estrès i l'envelliment
- Gestionar l'equilibri endocrí i neuroendocrí
- Mantenir l'equilibri d'antioxidants.